# Aggregat
Aggregat reprezintă o serie de rachete dezvoltate de Germania nazistă între anii 1933 - 1945, ca parte a unui program de cercetare al Wermacht-ului. Cel mai mare succes a fost seria A4, cunoscute sub numele de V-2. În limba germană, cuvântul Aggregat se referă la un grup de mașini care lucrează împreună.

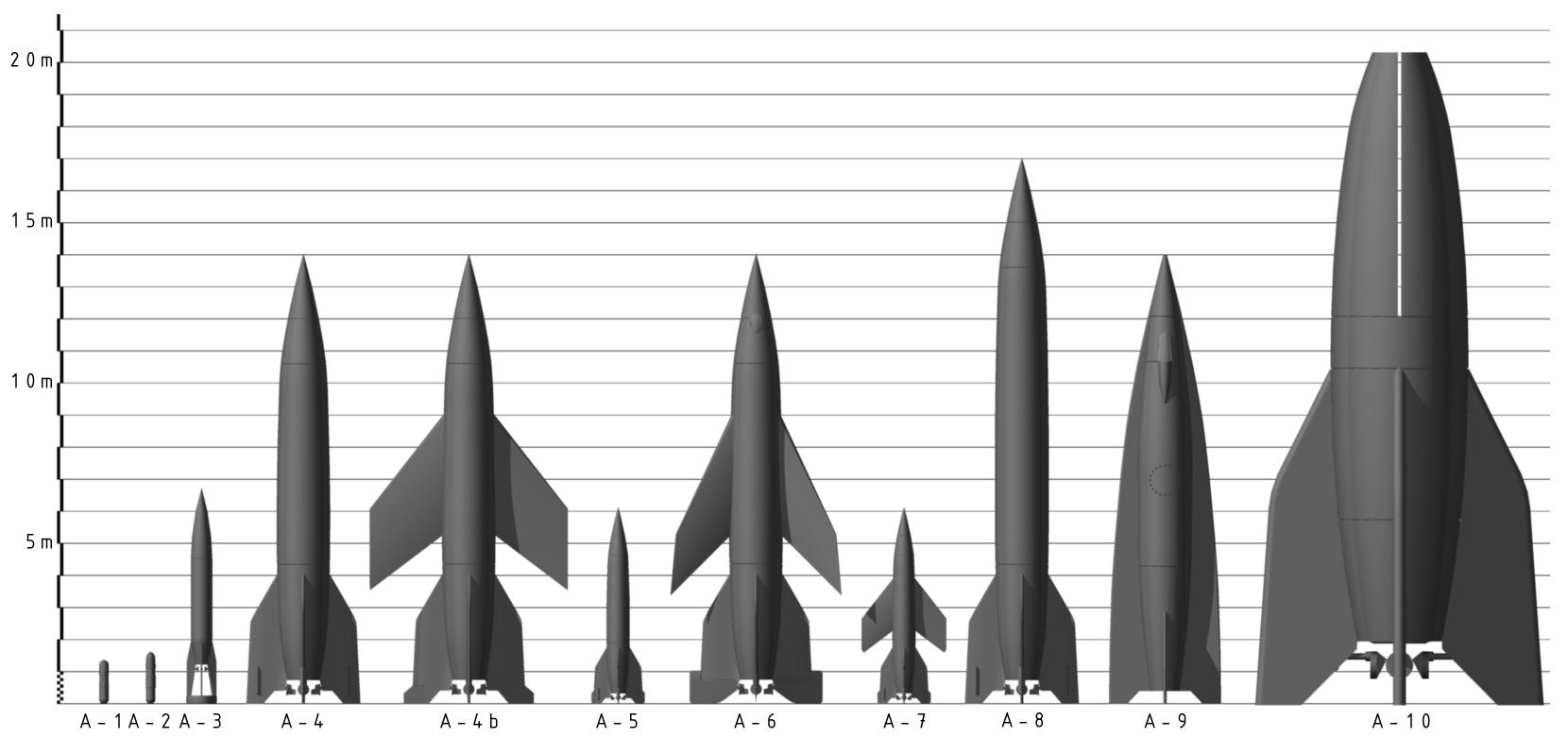
Seria de rachete Aggregat

## Variante

### A1
A1 (Aggregat-1 sau Prototipul 1) a fost prima rachetă cu combustibil lichid dezvoltată de Wernher von Braun, la Kummersdorf în 1933, și dotată cu giroscop pentru stabilizarea în zbor; explodând în cursul unui test, a fost abandonat.

Caracteristici: 
- greutate: 150 kg
- lungime: 1,40 m
- diametru: 30,4 cm
- combustibil: oxigen lichid și alcool etilic (75%)
- tracțiune: 300 kg
- timp de ardere: 16 secunde.

### A2

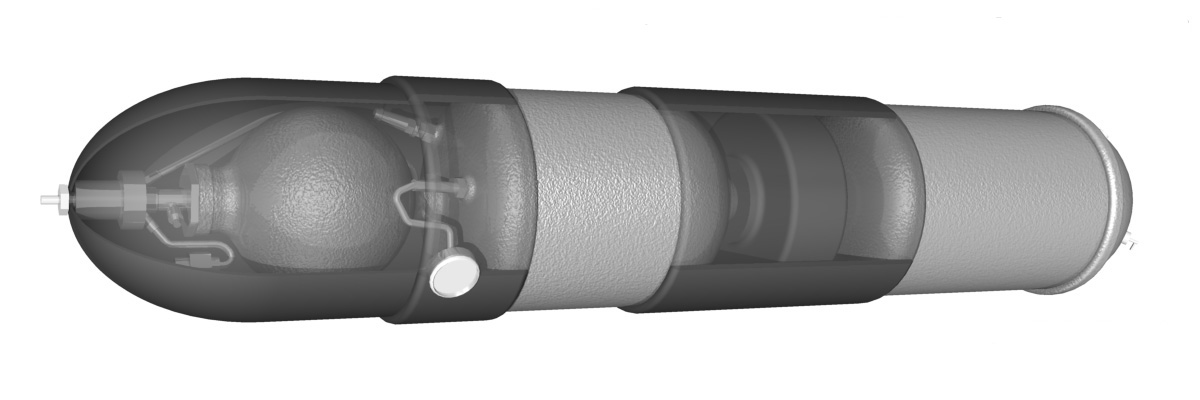
Aggregat-2

A2 a fost o rachetă de mici dimensiuni lansată în luna decembrie 1934; s-a ridicat  la 2200 m înălțime, propulsată de combustibil lichid format din etanol și oxigen lichid. Au fost lansate două rachete A2, Max și Moritz de pe insula Borkum din nord-vestul Germaniei.

Caracteristici:
- greutate la lansare: 107 kg
- lungime: 1,61 m
- diametrul: 31,4 cm
- combustibil oxigen lichid-etanol
- tracțiune: 3,14 kN (320 kgf)
- timp de ardere: 16 secunde.

### A3
A3 a fost considerată strămoș direct al rachetei V-2. Proiectul rachetei a început în 1934, iar în 1936 au loc primele încercări și teste în tunelul aerodinamic la Kummersdorf. Primele trei lansări ale unei rachete A3 au loc în luna decembrie 1937, soldate cu eșec, la patra lansare racheta ridicându-se la doar 2500-3000 m. 
Racheta A3 n-a intrat niciodată în producție de serie, ea a reprezentat însă o importantă evoluție în fabricarea rachetelor militare, ce a dus ulterior la realizări importante în privința mecanicii, aerodinamicii, termodinamicii, rezistenței materialelor etc.

Caracteristici
- lungime: 6,74 m
- diametru: 0,68 metri
- greutate la lansare: 748 kg
- combustibil: oxigen lichid și etanol
- tracțiune: 14,7 kN (1500 kgf)
- timp de ardere: 45 secunde

A3 era dotată cu un giroscop cu trei axe și avea un compartiment etanș ce conținea instrumente de măsură și control (barograf, termograf, aparat foto); de asemenea, era dotată cu senzori ce măsurau și înregistrau temperatura carcasei, presiunea în camera de ardere, sistem de oprire de urgență radio-comandat ce era activat atunci când racheta se abătea de la traiectorie în timpul zborului.

### A4
A4 a fost prima racheta balistica și una dintre cele mai reușite rachete militare germane. Racheta a fost proiectată la cererea Departamentului de Artilerie, un proiect pentru realizarea unei rachete cu rază lungă de acțiune (Fernraketen).  
A4 a avut mai multe prototipuri, unele realizate, altele rămase în faza de proiect. La începutul producției de serie în anul 1943, a fost numită V-2 (Vergeltungswaffe-2).

Caracteristici: 
- două rezervoare de combustibil din aluminiu: unul de 5250 kg pentru oxidant A-Stoff, celălalt, de 3500 kg, pentru carburant B-Stoff
- turbopompă compusă din două pompe rotative, acționate de o turbină cu abur
- putere: 650 CP/5000 rpm
- cameră de ardere prevazută cu 18 injectoare, viteza de evacuare a gazelor de 2100 m/s
- lungime: 14 m
- diametr: 1,65 m
- greutate: 12500/12980 kg
- 2 giroscoape+acumulatorii de alimentare de 28 V/60 A [1]

#### A4b Glider
A4b Glider (Planor) a fost un prototip al rachetei A4, a cărui dezvoltare a început în anul 1944. Era asemănător cu A4, dar racheta a fost dotată cu două aripi stabilizatoare de 3,56 m, ce permiteau după epuizarea combustibilului, racheta să planeze mărindu-se autonomia cu aproximativ 450 km. Prima lansare a fost în data de 24 ianuarie 1945. 

### A5
Racheta A5 a fost un model de dimensiuni mai mici al variantei A4. Primul test a avut loc în primăvara anului 1938, din poligonul de la Greifswalder. Până în anul 1939 mai multe rachete A5 au fost produse și supuse testelor de zbor deasupra Mării Baltice la altitudini de peste 10 000 de metri. 

A5 a fost un prototip destinat testelor, cu dimensiuni apropiate de racheta A3: lungime 5,82 m, diametrul 0,78 m, greutate la decolare 900 kg, altitudine maximă atinsă 13 km, carburant oxigen lichid + alcool; dispunea de parașută de recuperare. A avut și o variantă ce era transportată sub un avion Heinkel He 111, destinată testelor aerodinamice în perioada 1939-1942.

### A6
Aceasta a fost o rachetă subsonică, variantă ce a rămas doar în faza de proiectare.

### A7
A7 avea și o variantă pilotată cu echipaj uman, destinată recunoașterii, testată în anul 1941; caracteristici: lungime 5,91 m, diametru 0,38 m, greutate la decolare 10 000 kg, carburant oxigen lichid + metanol (85%), suprafața aripilor 1,6 m2, înălțime atinsă 10 km, autonomie 25-50 km. 

### A8
A8 a fost un prototip premergător pentru A9 și A10, aceasta urmând să aibă tracțiunea crescută și combustibil acid azotic și kerosen. 

### A9/A10

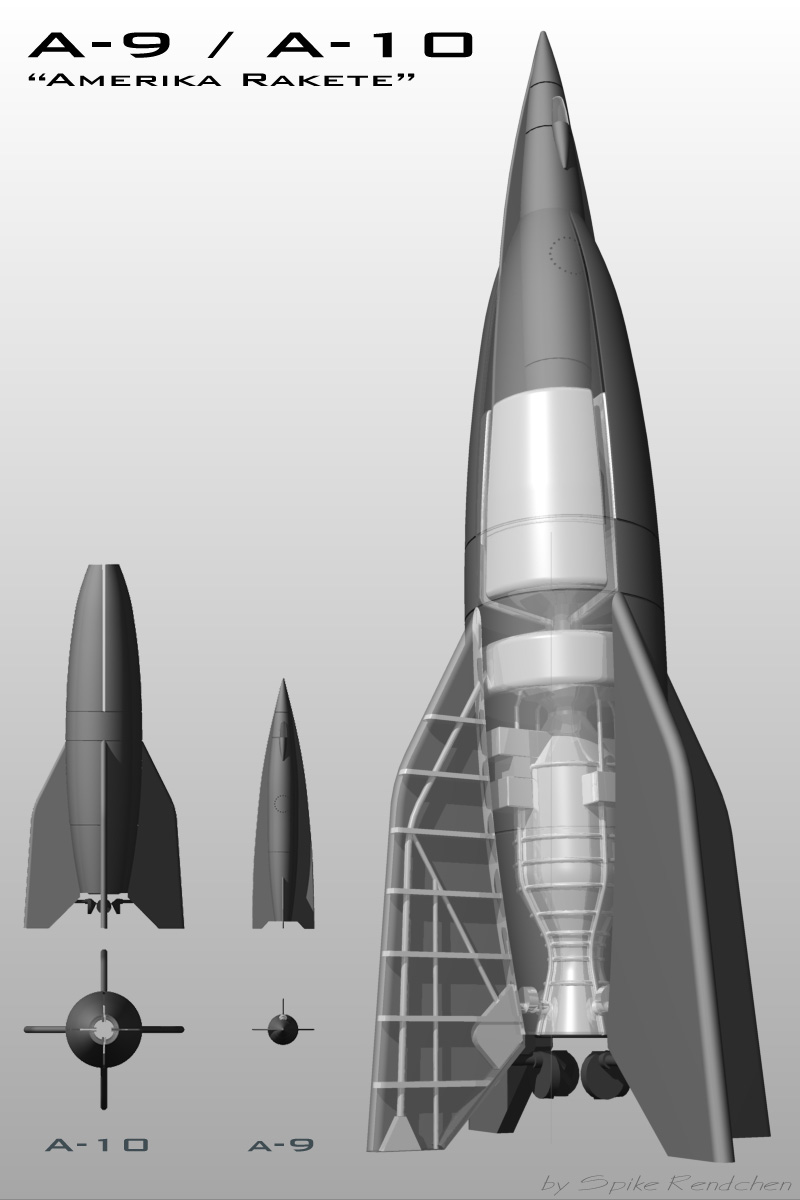
Rachetele A9/A10

A fost un proiect al unei rachete în două trepte concepută să atingă spațiul cosmic, inițiat în anul 1940 și reluat în 1944. 
- Treapta 1 A10: greutate la decolare 87 000kg, carburant oxigen lichid + etanol (75%), lungime 20-26 m, diametru 4,12 m (fără aripioare), 9 m (cu aripioare), impuls 1740 m/s, autonomie 200-350 km.

- Treapta 2 A9: greutate la decolare 13 000 kg, carburant oxigen lichid + etanol (75%), lungime 14,18 m, diametru 1,65 m (fără aripioare), 3,20 m (cu aripioare), impuls 2100 m/s, înălțime maximă atinsă 90 km, autonomie 180-200 km.[2][3]